# Ameneminet
Az Ameneminet vagy Amenemonet, Amenemone (ỉmn-m-ỉn.t) ókori egyiptomi név, jelentése: „Ámon a völgyben”. Ismert viselői:
- Ameneminet, aranyműves Tutanhamon alatt
- Ameneminet, a medzsai főnöke II. Ramszesz alatt
- Ameneminet pap, a thébai TT277 sír tulajdonosa